# Кузнецов, Владимир Николаевич (футболист)
Владимир Николаевич Кузнецов (28 марта 1938, Омск — 8 октября 2016, Омск) — советский футболист, игравший на позиции правого крайнего нападающего, футбольный тренер, судья по футболу и хоккею с мячом. Мастер спорта СССР (1960), судья ФИФА (1984), заслуженный работник физической культуры Российской Федерации.

## Биография

### Карьера игрока
Воспитанник футбольно-хоккейной секции «Большевик», позднее переименованной в «Красную Звезду», при Омском моторостроительном заводе им. П. И. Баранова. В юношеские годы играл в хоккей с мячом на уровне областных соревнований и принимал участие в составе сборной Омска в Спартакиаде народов РСФСР (1958), но на взрослом уровне выбрал футбол.
С 1957 года в течение тринадцати сезонов выступал за главную команду города по футболу — «Иртыш», за это время провёл в первенствах страны 340 матчей и забил 72 гола. В возрасте 31 год завершил игровую карьеру.
В 1971—1973 годах работал в родном клубе тренером, сначала в детской команде, затем в команде мастеров.

### Карьера судьи
С 1975 года был судьёй соревнований по футболу и хоккею с мячом, одновременно по основному роду деятельности — тренером команды КФК «Красная Звезда».
В футболе судил матчи высшей лиги чемпионата СССР, в качестве главного судьи провёл 84 матча (1981—1987).В 1983 году был главным судьей в решающем матче за звание чемпиона СССР между «Днепром» и московским «Спартаком». Четырежды, в 1982, 1983, 1985 и 1986 годах включался в списки лучших судей сезона в СССР. Обслужил более 20 международных матчей на уровне сборных и клубов, в том числе матчи еврокубков. 28 апреля 1980 года получил звание судьи всесоюзной категории, а в 1984 году — судьи ФИФА. Возглавлял Омскую областную коллегию футбольных судей (1983—1988).
В хоккее с мячом судил матчи чемпионата СССР. С 1975 года работал на матчах высшей лиги, в 1978 году получил всесоюзную категорию. 11 раз (1977—1987) включался в списки лучших судей сезона. С 1978 года имел звание судьи международной категории по хоккею с мячом, работал на пяти чемпионатах мира (1979, 1981, 1983, 1985, 1987), в том числе в 1987 году обслуживал финальный матч чемпионата.
В 1988 году прекратил судейскую карьеру, работал начальником (1988—1991) и президентом (1992—1994) футбольного «Иртыша». Также в 1990-е годы был председателем Омской городской коллегии футбольных судей, а в 1988—2002 — председателем коллегии судей Уральской региональной федерации футбола.
Похоронен на Старо-Восточном кладбище.